# Base aérienne 142 Boufarik
Ne doit pas être confondu avec Base aérienne de Boufarik.
La base aérienne 142 Boufarik était un site opérationnel de l'Armée de l'air française, situé sur le territoire de la commune de Boufarik, près de la ville de Blida, en Algérie française.
Elle était active de 1942 à 1962.

## Histoire

### Après laSeconde Guerre mondiale
La base abrite notamment la 20e escadre de chasse entre 1960 et 1963.